# 1069 Planckia
1069 Planckia är en asteroid i huvudbältet som upptäcktes den 28 januari 1927 av den tyske astronomen Max Wolf. Dess preliminära beteckning var 1927 BC. Den namngavs sedan efter den tyske fysikern och nobelpristagaren Max Planck.
Planckias senaste periheliepassage skedde den 9 januari 2022. Fotometriska observationer 2000 har gett vid handen att asteroiden har en rotationstid på 8,643 ± 0,05  timmar. 2013 beräknades rotationstiden till 8,665 timmar.